# Euselasia mystica
Euselasia mystica är en fjärilsart som beskrevs av William Schaus 1913. Euselasia mystica ingår i släktet Euselasia och familjen Riodinidae. Inga underarter finns listade i Catalogue of Life.